# Typhonium gracile
Typhonium gracile là một loài thực vật có hoa trong họ Ráy (Araceae). Loài này được (Roxb.) Schott miêu tả khoa học đầu tiên năm 1853.